# Palawan
A Palawan (filippínó nyelven: Lalawigan ng Palawan) a Fülöp-szigetek DNy-i részén keskeny, kard alakú sziget – illetve egyben a szigetcsoport megnevezése is – a Dél-kínai-tenger és a Sulu-tenger között.

## Földrajz
A fő sziget területe 11 789 km², 450 km hosszú, és átlagban 50 km széles. A hozzá tartozó szigetekkel együtt 14 649 km², lakossága közel 1 millió fő. Székhelye Puerto Princesa.

## Politika
2019-ben a manilai vezetés határozatot hozott három új tartomány létrehozására Palawanon. 2020. májusában népszavazást is terveztek kiírni a kérdésről, hogy a helyi lakosság támogatja-e az intézkedést. A népszavazást azonban az időközben kitört koronavírus világjárvány miatt el kellett halasztani. Mindazonáltal sokan elégedetlenségüket fejezték ki a tervezet törvénybe iktatása miatt, ugyanis azt nem előzte meg bármiféle konzultáció a palawani lakossággal.

## Népesség
| Lakosok száma | 35 696 | 93 673 | 106 269 | 198 861 | 254 356 | 436 140 | 510 909 | 682 152 | 771 667 | 939 594 |
|               | 1903   | 1939   | 1948    | 1970    | 1975    | 1990    | 1995    | 2007    | 2010    | 2020    |

## Gazdaság
A területének több mint 30%-át megművelik, ahol rizs, búza, kukorica, banán, manióka, kesudió, és a mogyoró a fő termények. Jelentős az olajpálma termesztése, illetve a halászat, a fakitermelés. Ásványkincsei: főként krómot és nikkelt bányásznak. A sziget északi végében a Dél-kínai-tenger alatt olaj- és gázkészletek rejtőznek.

## Turizmus
A Puerto Princesa Föld alatti Folyó Nemzeti Park az UNESCO világörökség része. Valószínű, hogy ez a világ leghosszabb hajózható föld alatti vízfolyása, ahol a barlangokban bámulatra méltó gazdagságban láthatunk cseppköveket.
A Tubbataha Reef Nemzeti Park szintén a világörökség része. A busuangai Coron-öbölben található Coron-zátony hét megejtő szépségű tóból áll, amelyeket mészkőszirtek vesznek körül.
A könnyűbúvárok körében Palawan igen népszerű hely. Számos japán hajóroncs és háborítatlan korallzátony színpompás tengeri élővilággal látható a part menti vizekben.

## Fordítás
- Ez a szócikk részben vagy egészben  a   Palawan című angol Wikipédia-szócikk fordításán alapul.  Az eredeti cikk szerkesztőit annak laptörténete sorolja fel. Ez a jelzés csupán a megfogalmazás eredetét és a szerzői jogokat jelzi, nem szolgál a cikkben szereplő információk forrásmegjelöléseként.